# Charitosomus
Charitosomus è un genere di pesci ossei estinti, appartenente ai gonorinchiformi. Visse nel Cretaceo superiore (Santoniano - Maastrichtiano, circa ___ - 66 milioni di anni fa) e i suoi resti fossili sono stati ritrovati in Europa e in Medio Oriente. 

## Descrizione
Questo pesce possedeva un corpo allungato e snello, e solitamente non superava i 30 centimetri di lunghezza. La testa era bassa e allungata, terminante in un muso lungo e dalla bocca piccola, leggermente incurvata verso il basso. La pinna dorsale era abbastanza piccola, posta appena dopo la metà del corpo e pressoché opposta alle pinne ventrali, anch'esse di  dimensioni relativamente ridotte. La pinna anale era bassa e arretrata, mentre le pinne pettorali erano molto ridotte e a forma di ventaglio. La pinna caudale, leggermente biforcuta, consisteva in due lobi appuntiti di dimensioni quasi identiche. A differenza dell'affine Hakeliosomus, nei membri del genere Charitosomus era presente una grande spina sul dorso del subopercolo.

## Classificazione
Il genere Charitosomus venne descritto per la prima volta da von der Marck nel 1885, sulla base di resti fossili provenienti dalla zona di Baumberg, in Vestfalia (Germania), e risalenti al Campaniano - Maastrichtiano. Altre specie sono state ritrovate in Libano: C. major (di dimensioni cospicue) e C. lineolatus (piccola e di forma sottile e allungata), provenienti da sedimenti risalenti al Santoniano nella zona di Sahel Alma. 
Charitosomus è un tipico rappresentante dei gonorinchiformi, un gruppo di pesci teleostei attualmente rappresentati da poche specie ma molto diffusi tra il Cretaceo e l'Eocene. In particolare, Charitosomus è un membro della famiglia Gonorynchidae affine a Charitopsis e Hakeliosomus. 